# Room (product)

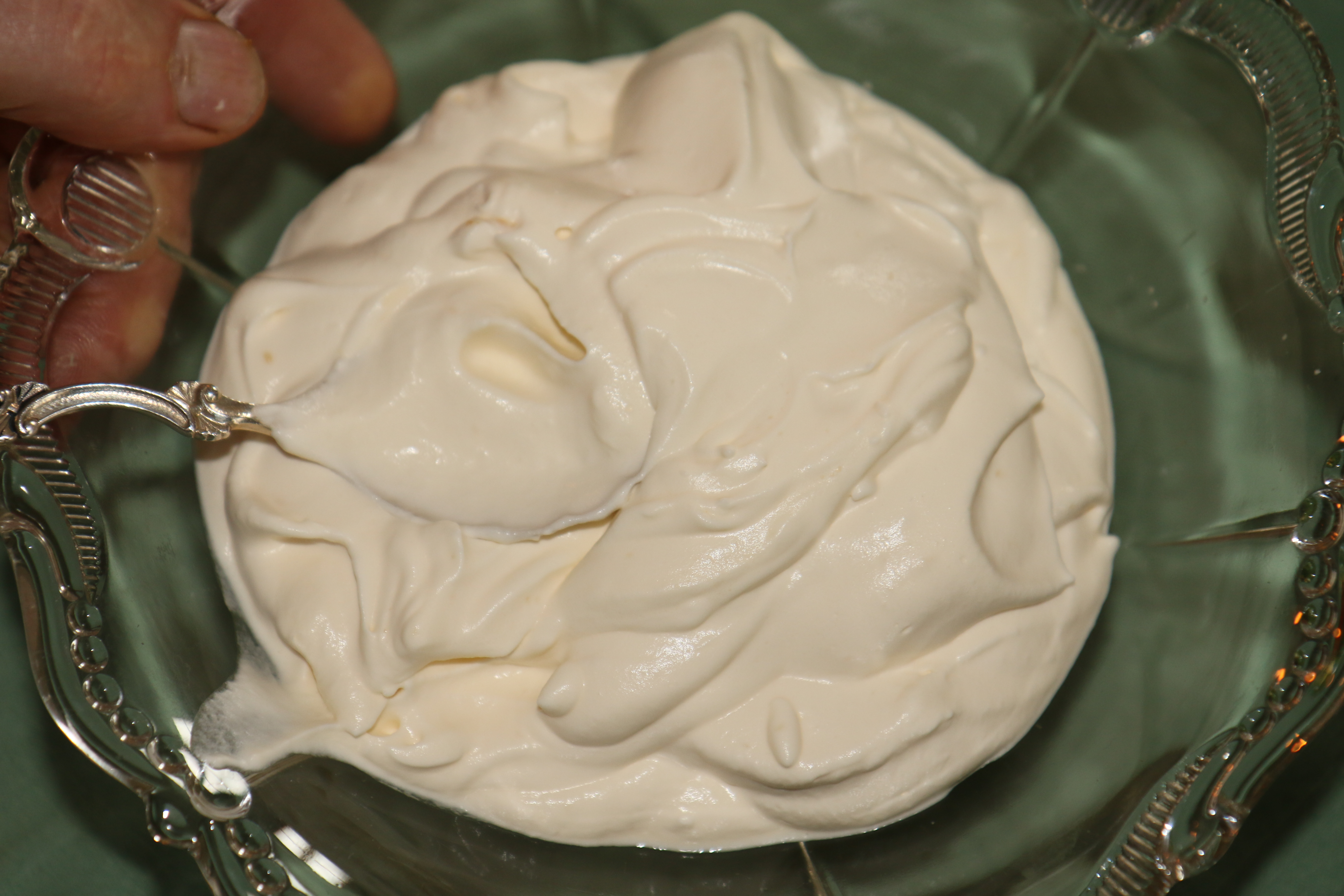
Een schaaltje geklopte slagroom

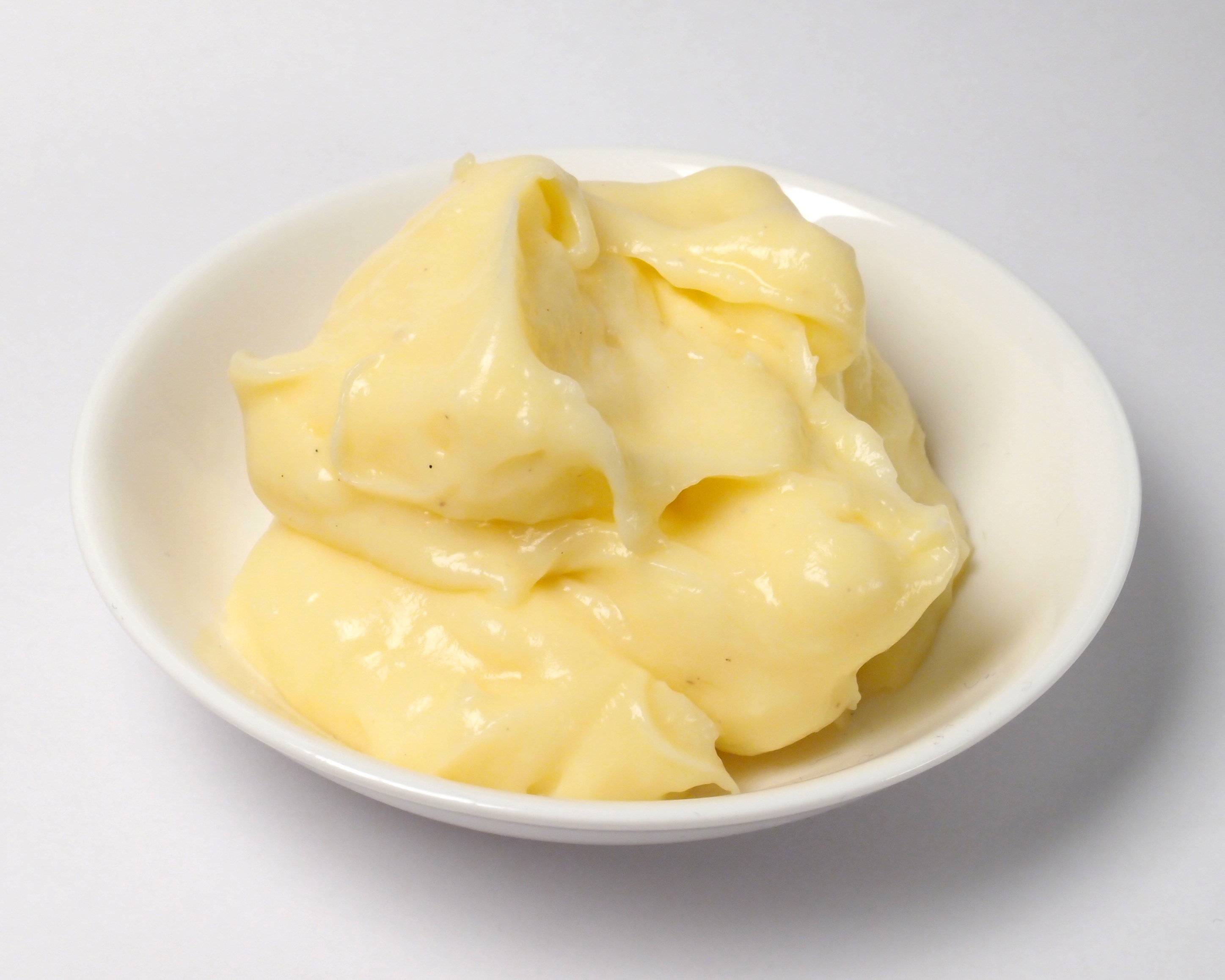
een schaaltje banketbakkersroom

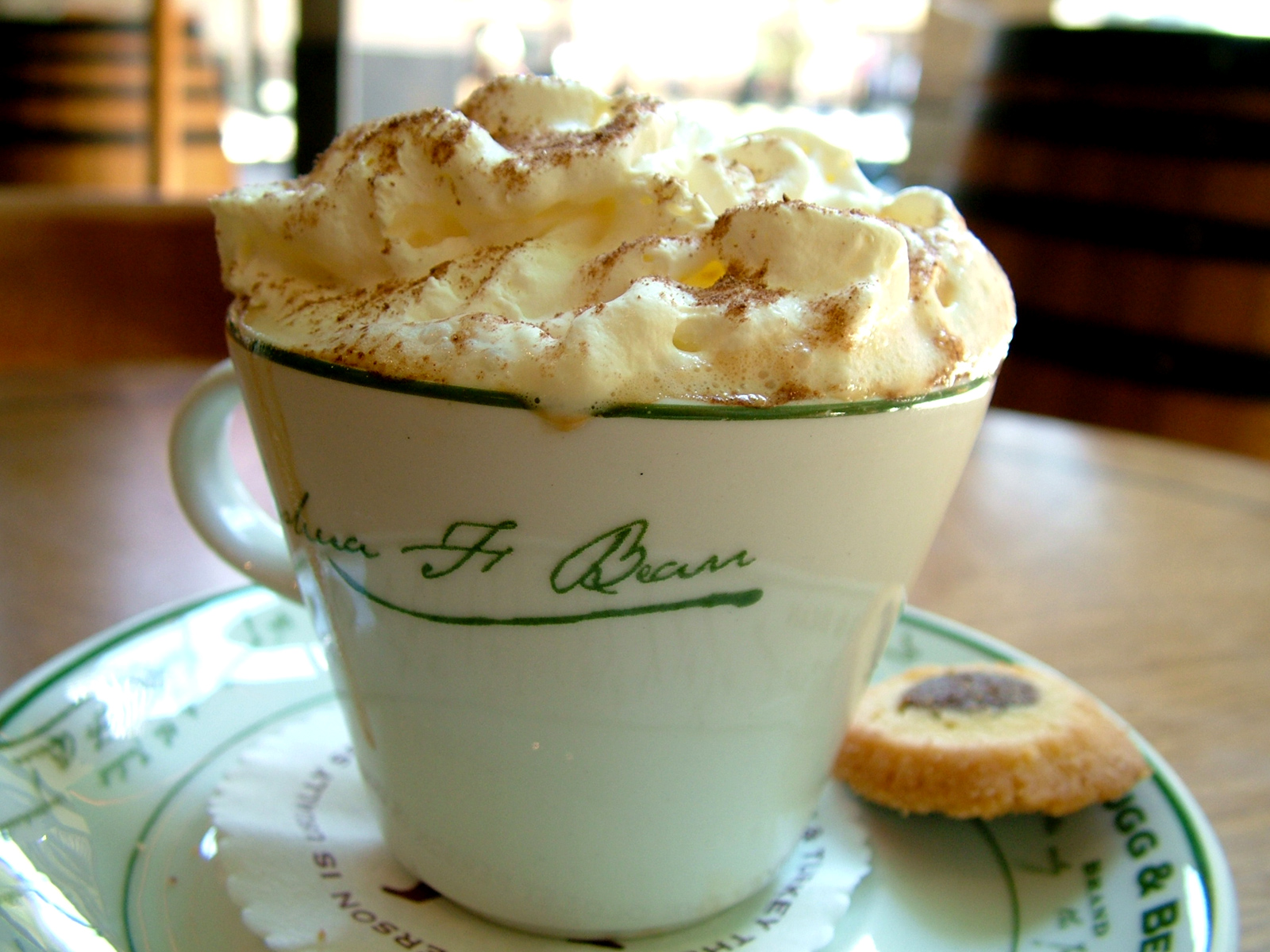
Koffie met slagroom

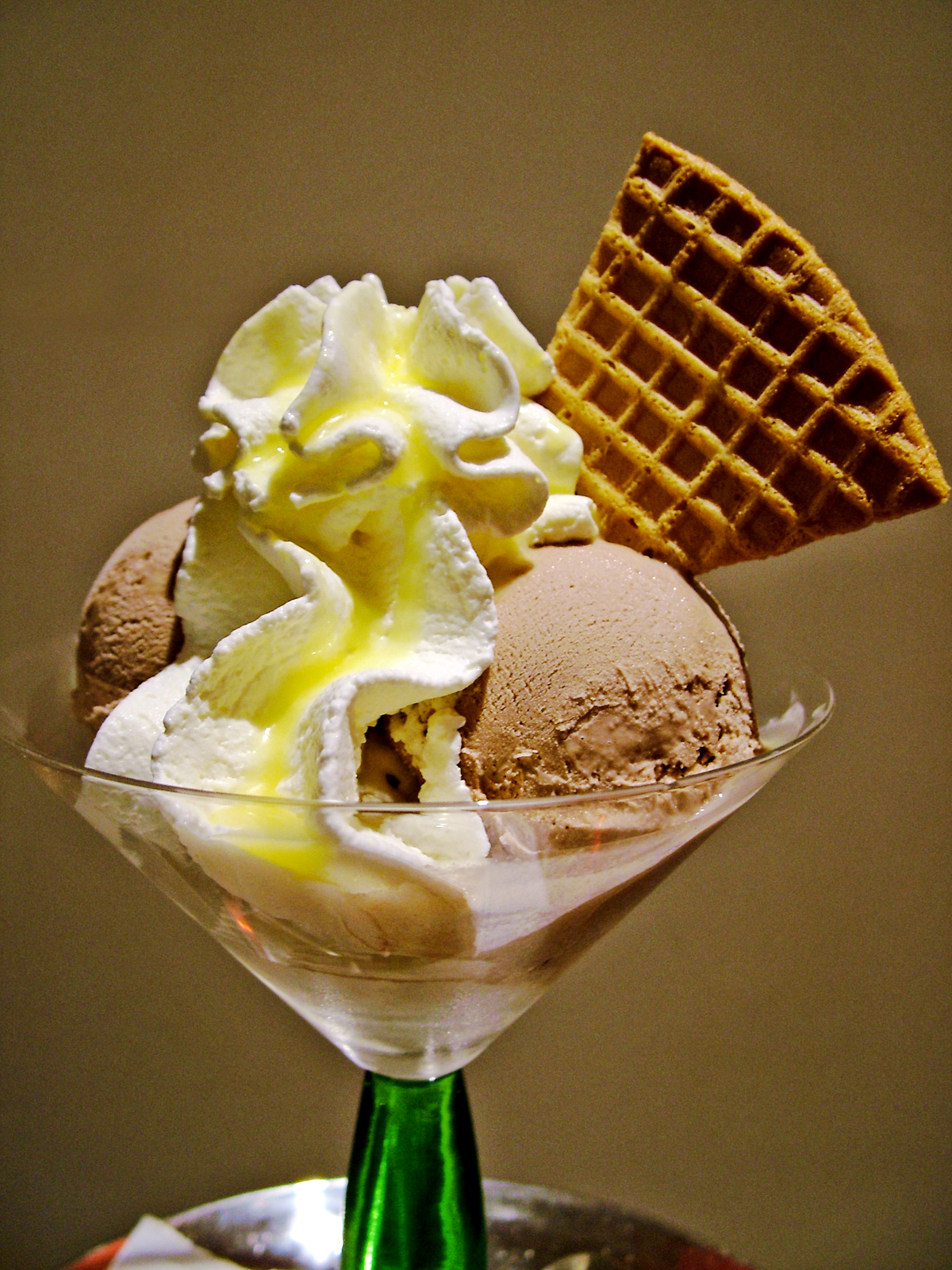
IJs met slagroom en een wafel

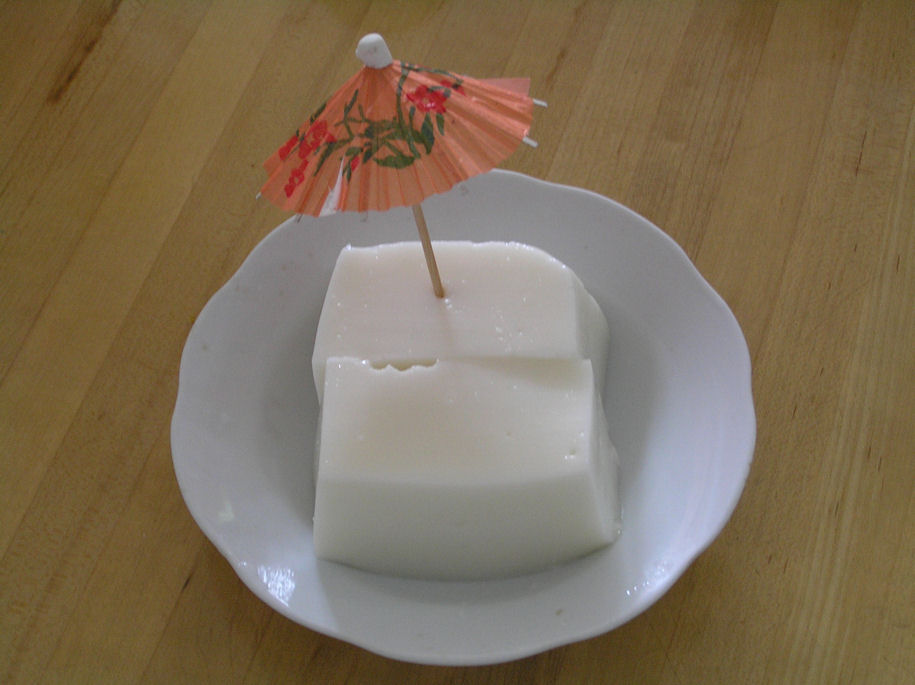
Chinees dessert op basis van Kokosmelk

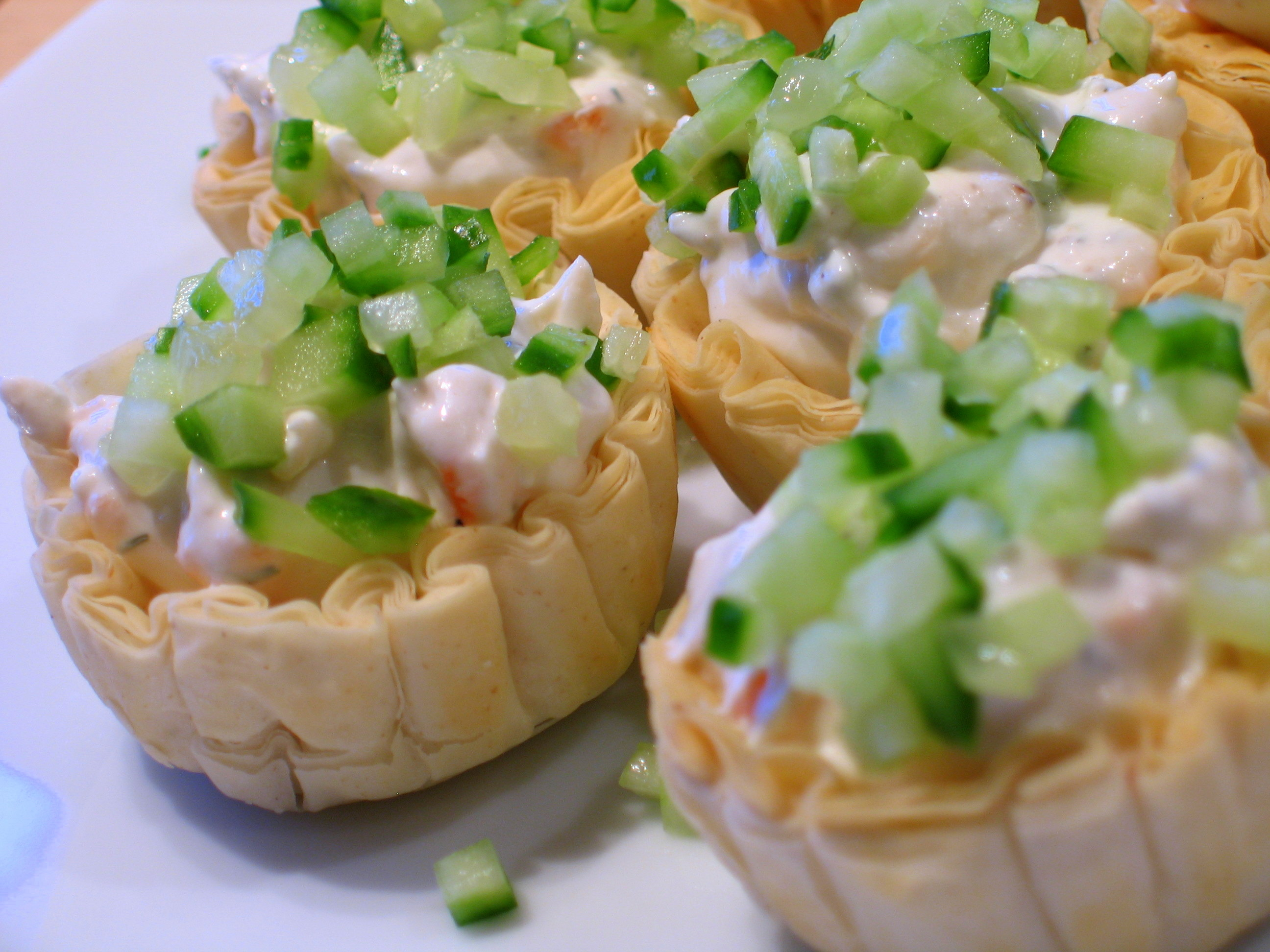
Gerookte zalm met roomkaas en zure room

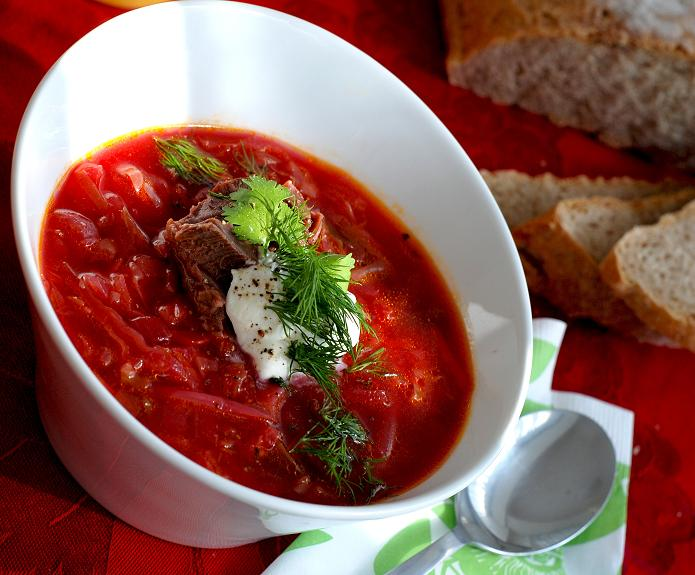
Borsjt met rundvlees en zure room

Room is een zuivelproduct. Het is het vetste gedeelte van koemelk. De melk wordt 'afgeroomd', dat wil zeggen dat de room ervan af wordt geschept. Room wordt veel gebruikt bij het maken van toetjes en taarten en hartige gerechten. Room bestaat uit melkvet en kleine hoeveelheden van andere koemelkbestanddelen. Melkvet bestaat voor 60% uit verzadigde vetten.
Volgens de Nederlandse Warenwet moet room uit koemelk worden bereid, waarna door verhoging van het vetgehalte een vloeibaar of dikvloeibaar zuivelproduct wordt verkregen. Het vetgehalte van room moet ten minste 10% bedragen.
In ruimere zin kunnen veel voedingsmiddelen die hetzelfde mondgevoel geven, ook omschreven worden als 'romig' of met fantasievarianten op room, zoals halfroom, spuitroom of banketbakkersroom. Commercieel wordt hier gretig gebruik van gemaakt, omdat romig voor de meeste mensen connotaties van weelde in zich heeft. Krachtens de Nederlandse Warenwet echter zijn aanduidingen als room, slagroom en roomijs gereserveerd voor (zuivel)producten die aan bepaalde eisen voldoen.

## Roomsoorten
Uiteenlopende producten, maar vooral vetrijke melkproducten, dragen room, cream of crème in hun naam:

### Op melkbasis
- Room – Gereserveerde aanduiding: van koemelk, minstens 10% vet.
- Slagroom – Gereserveerde aanduiding: van koemelk, minstens 30% vet.
- Crème Chantilly – Franse benaming voor geslagen room die nu in het Nederlands bekendstaat als “slagroom” in de opgeklopte vorm, maar oorspronkelijk slagroom is met een toevoeging van wat vanille.
- Double cream – Een variant uit Groot-Brittannië, met een verhoogd vetgehalte.
- Halfroom – Heeft een verlaagd vetgehalte, en bevat hulpstoffen om de eigenschappen van slagroom zo veel mogelijk te benaderen.
- Kookroom – Is een product met een tot 20% verlaagd vetgehalte, bevat diverse toevoegingen en dat dient voor culinaire doeleinden.
- Banketbakkersroom – Is een vaak goedkoop mengsel van room met andere ingrediënten dat gemakkelijk te verwerken is in gebak, zoals de tompoes
- Spuitroom – Is room in een spuitbus, met hulpstoffen om de room geschikt te maken voor dit doel. Vrijwel uitsluitend geschikt als garnering. Als de aanduiding Spuitslagroom gebruikt wordt, gelden de eisen van de gereserveerde aanduiding slagroom.
- Koffieroom – Ook wel schenkroom; heeft een lager vetgehalte en is gesteriliseerd en gehomogeniseerd.
- Crème fraîche – Franse soort zure room, 35% vet, door het hoge vetpercentage geschikt voor warme bereiding.
- Roomijs – Gereserveerde aanduiding: geen andere vetten en eiwitten dan uit melk; minstens 8% vet.
- Zure room of sour cream – Aangezuurd. Moet minstens voldoen aan de eisen voor room, maar bevat gewoonlijk 20% vet.

### Kunstroom
Kunstroom wordt gefabriceerd op basis van plantaardige oliën en vetten. Er bestaat onder andere kokosroom en sojaroom.

## Vetgehalte
Voor veel roomsoorten is het vetgehalte een doorslaggevende factor in het gebruik, zo bestaat er:
- Dubbele room: 45% vet
- Volle room: 35% vet
- Koffieroom: 15% vet
- Room: ten minste 10% vet

## Room in melk
Melk van koeien heeft een vetgehalte van 3% ('s winters, in de stal) tot 6% ('s zomers, in de wei), en vormt het hoofdbestanddeel van de room die na verloop van tijd bovenop onbewerkte melk komt drijven. Melk voor consumentengebruik wordt gehomogeniseerd om dit tegen te gaan. Tevoren wordt de melk afgeroomd volgens een melkstandaard: volle melk tot 3,5%, halfvolle melk tot 1,5% en magere melk tot 0,5%. Het overblijvende vet wordt als boterolie verkocht in de voedingsindustrie.

## Gebruiksdoelen
- Garnering, na de bereiding: hiervoor wordt de room meestal gezoet, opgeklopt en met een speciaal gevormd spuitmondje sierlijk opgespoten op zoet gebak, toetjes, chocolademelk, koffie of speciale koffiesoorten zoals Irish coffee of wienermelange.

- Smaakverandering, tijdens of na de bereiding: room legt een film over de smaakpapillen en over het eten zelf, en wordt daarom gebruikt om scherpe of onharmonische smaken en geuren te corrigeren. Tomatensoep die te wrang is, kan zo verbeterd worden, knoflooksaus wordt milder, een al te peperige saus wordt weer enigszins eetbaar, en wie bij het koken uitgeschoten is met de mosterdpot, haalt opgelucht adem na het bijmengen van een scheutje room. In Scandinavië wordt room voor dit doel in de volkskeuken gebruikt in visgerechten, zoals de bekende ovenschotel met haring, prei en room. Een goede kok gebruikt room met verstand, niet alleen vanwege de calorieën, maar ook omdat het vet veel smaken en geuren afdempt, behalve zoet en zout.

- Mondgevoel, liefst tijdens de bereiding: het romige mondgevoel wordt door de meeste mensen als luxueus en zacht ervaren:
  - Toetjes en gebak.
  - Sauzen: roomsaus, champignon-roomsaus, paprika-roomsaus enzovoorts.
  - Pastagerechten, bijvoorbeeld macaroni met ham, broccoli en zure room.
  - de meest uiteenlopende gevulde producten: kersenroomflappen, chocoladetruffels en andere bonbons, maar ook flapjes gevuld met spinazie, zure room en spekreepjes.

- Mixdrankjes en cocktails, bijvoorbeeld de White Russian

- Vasthouden van geur- en smaakstoffen, tijdens de bereiding: de slagroomvulling van bonbons wordt hier soms voor gebruikt. Verder kruidensauzen, zoals tijm-roomsaus. De sprekendste voorbeelden zijn echter de sauzen met gedistilleerde alcohol, zoals cognac-roomsaus en whisky-roomsaus. Hier zorgt de room ervoor dat de aromastoffen niet helemaal vervliegen tijdens het koken. Maar er spelen ook veel andere aspecten mee: de smaak- en geurdemping is belangrijk, en uiteraard het mondgevoel. Ook bij basilicum-roomsaus spelen al deze aspecten een rol.

- Tegen aanbranden. Een bijverschijnsel dat soms gelegen komt. Zoals alle vetten helpt room tegen aanbranden van eten. Licht aangezet eten komt door toevoeging van room soms weer los, waarna de smaak van het (licht)bruine laagje weer in het eten opgenomen wordt. Sommige koks doen dit opzettelijk: een truc die vaak een smakelijk resultaat oplevert, maar met beleid toegepast moet worden.